# Centre de recherche scientifique et technique sur les régions arides
Le Centre de recherche scientifique et technique sur les régions arides (CRSTRA) est un centre algérien de recherche sur les zones arides. Fondé en 1924 à Béni-Abbés par le chercheur géologue Nicolas Menchikoff (v.1900-1992), il était alors appelé CRS (Centre de Recherche Sahariennes).

## Historique
Le 20 novembre 1942, le centre est rattaché au CNRS (Centre national de la recherche scientifique) sous le nom de CRZA (Centre de recherche des zones arides). Jusqu'à cette période, le centre est consacré exclusivement à la géologie. À partir de 1942, le centre s'ouvre sur l'archéologie. En 1974, le centre comprenait également une branche consacrée à la zoologie, une autre à la botanique et une enfin à la biologie. Un musée et un zoo étaient attenants au centre.
Après la nationalisation du centre par l'Algérie en 1974, il dépend du CNRZA (Centre national de recherche sur les zones arides) et passe sous la supervision de l'ONRS (Office national des recherches scientifiques) jusqu'à la dissolution de ce dernier en 1983.
En 1999, le centre est rattaché à l'Institut de biologie de l'USTHB de Bab Ezzouar.
Actuellement, le centre est partie d'une URZA (unité de recherche des zones arides) constituée de deux stations, Béni-Abbés et El-Goléa (secondaire).
En 2017, il est rattaché au centre de recherche scientifique et technique sur les régions arides de Biskra (CRSTRA).

## Personnalités liées au centre
Diverses personnalités ont géré le centre depuis l'époque coloniale jusqu'à nos jours.
- Nicolas Menchikoff : géologue franco-russe (v. 1900- 1992[1]). Il assure après le départ du Père Teilhard des répétitions de géologie à l'Institut catholique de Paris[3]. Il décrit, quelques années après Conrad Kilian des structures favorables à la formation des magasins.
- Jean Fabre: géologue français né en 1925[4], ancien professeur de géologie à Alger, directeur du Centre de Recherche Sahariennes à Béni-Abbés de 1959 à 1974[5].
- Rachid Salhi :
- Djilali Bounaga :
- Larbi Benlarbi :
- Mohamed Belhamra :